# Dampierre-sur-Linotte
Dampierre-sur-Linotte é uma comuna francesa na região administrativa de Borgonha-Franco-Condado, no departamento de Alto Sona. Estende-se por uma área de 32,48 km². Em 2010 a comuna tinha 812 habitantes (densidade: 25 hab./km²).